# Evangeliar von Adischi

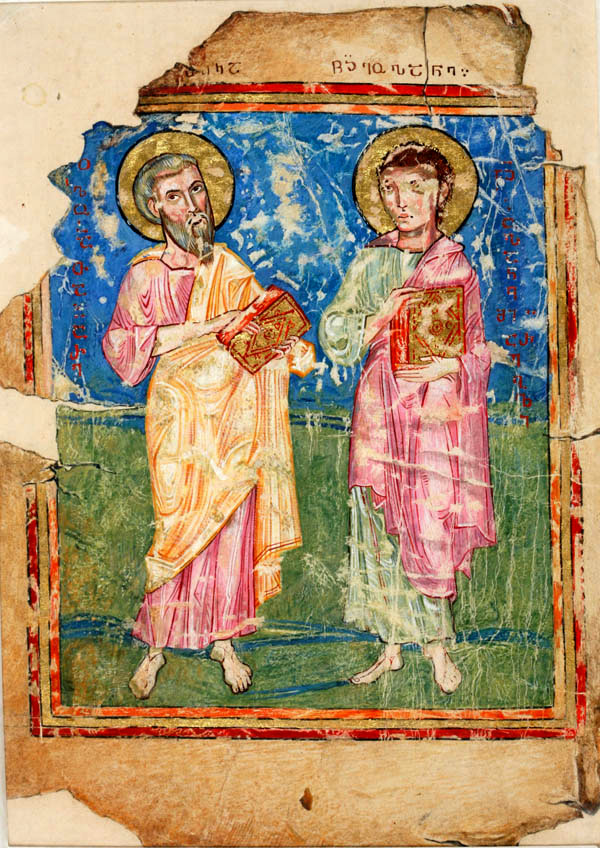
Evangelist Lukas und Apostel Johannes, Miniatur aus dem Evangeliar von Adischi

Das Evangeliar von Adischi (georgisch ადიშის ოთხთავი oder ადიშის სახარება) ist ein georgisches Manuskript. Es wird auf 897 datiert und ist damit das älteste georgische datierte Evangeliar. Das Manuskript wurde im Kloster Schatberdi geschrieben. Es enthält den Text der vier Evangelien; die Redaktion ist aber einzigartig und unterscheidet sich von späteren georgischen Redaktionen der Evangelien. 
Das Manuskript wurde im Dorf Adischi (Swanetien) gefunden und wird heute im Historisch-ethnographischen Museum Swanetiens zu Mestia aufbewahrt.
Das Evangeliar ist auf Pergament geschrieben. Das Format der Blätter ist 26 × 18,8 cm. Der Text ist in der georgischen Schrift Assomtawruli in zwei Kolumnen pro Seite geschrieben. Die ersten fünf Seiten sind mit Illuminationen geschmückt.